# حدبة حريضة (حريضة)
'

تعديل مصدري - تعديل

حدبة حريضة هي إحدى قرى عزلة حريضة بمديرية حريضة التابعة لمحافظة حضرموت، بلغ تعداد سكانها 106 نسمة حسب تعداد اليمن لعام 2004.